# 앤드루스 시스터스
앤드루스 시스터스(The Andrews Sisters)는 미국의 스윙, 부기우기 음악 그룹으로 3인조 자매 그룹이다.

## 구성원
- 콘트랄토 라번 소피아 (LaVerne Sophia, 1911년 7월 6일 ~ 1967년 5월 8일)
- 소프라노 맥신 앤젤린 "맥센" (Maxine Angelyn "Maxene", 1916년 1월 3일 ~ 1995년 10월 21일)
- 메조소프라노 패트리샤 마리 "패티" (Patricia Marie "Patty", 1918년 2월 16일 ~ 2013년 1월 30일)

## 같이 보기
- 가장 많은 음반을 판 음악가 목록